# Phyllomedusa neildi
Phyllomedusa neildi är en groddjursart som beskrevs av Barrio-Amorós 2006. Phyllomedusa neildi ingår i släktet Phyllomedusa och familjen lövgrodor. IUCN kategoriserar arten globalt som otillräckligt studerad. Inga underarter finns listade i Catalogue of Life.